# Coriún Aharonián
Coriún Aharonián (* 4. August 1940 in Montevideo; † 8. Oktober 2017) war ein uruguayischer Komponist und Musiker.

## Leben
Aharonián, Sohn armenischer Eltern, begann seine musikalische Ausbildung bereits im Alter von fünf Jahren, als er Klavierunterricht erhielt. Ab seinem zehnten Lebensjahr wurde er dann von Kurt Pahlen in Chortätigkeiten unterrichtet. Vier Jahre später wurde er dessen Assistent.
Er studierte Musik in Uruguay und vervollkommnete seine Ausbildung in Argentinien, Chile, Frankreich, Deutschland und Italien. Seine Lehrer waren die Komponisten Héctor Tosar, von dem er ab seinem 15. Lebensjahr Kompositionsunterricht erhielt, und Luigi Nono, der Musikwissenschaftler Lauro Ayestarán und die Pianistin Adela Herrera-Lerena. Außerdem hatte er Unterricht u. a. bei Gerardo Gandini, Vinko Globokar, György Ligeti, Gordon Mumma, Folke Rabe, Fernando von Reichenbach, Christian Wolff und Iannis Xenakis.
1984/85 war er Gastkomponist beim Berliner Künstlerprogramm des Deutschen Akademischen Austauschdienstes. Er unterrichtete an der Universidad de la República und am Instituto de Profesores in Montevideo und gab Kurse, Vorlesungen, Seminare, Meisterklassen und Workshops in Lateinamerika, den USA und Europa.
Er war Gründungsmitglied und Exekutivsekretär der Cursos Latinoamericanos de Música Contemporánea, Mitglied des Exekutivkomitees der International Association for the Study of Popular Music und Mitbegründer eines Non-Profit-Plattenlabels in Uruguay.
Aharonián komponierte kammermusikalische und Orchesterwerke, Vokalmusik und Stücke für elektroakustische Instrumente. Daneben veröffentlichte er Artikel und Essays zur Musik und Kultur und mehrere musikwissenschaftliche Bücher. 2004 erhielt er für seine Kompositionen ein Guggenheim-Stipendium.

## Werke
- Hecho I für Musiktheater, 1966
- Tres pequeñas piezas für Klavier, 1966–73
- Música para aluminios für drei Spieler und Tonband, 1967
- Música para tres für Flöte, Violine und Klavier, 1968
- Lorenzaccio für neun Solisten, drei Schlagzeuger und Streichorchester, 1968
- Una estrella, esta estrella, nuestra estrella für gemischten Chor, Gitarre, Kontrabass, Klavier, Cembalo und Bandoneon, 1969
- Que für Tonband, 1969
- Música para cinco für Altflöte, Horn, Trompete, Posaune und Tom-Tom, 1972
- Dos canciones sobre poemas de Idea Vilariño für Frauenstimme, Gitarre und Bandoneon, 1973
- Homenaje a la flecha clavada en el pecho de Don Juan Díaz de Solís für Tonband, 1974
- Gran tiempo für Tonband, 1974
- ¡Salvad los niños! für Tonband, 1976
- Esos silencios für Tonband, 1978
- Digo, es un decir für drei Flöten, drei Oboen, drei Klarinetten, Trompete und zwei Kontrabässe, 1979
- Los cadadías für Klarinette, Posaune, Cello und Klavier, 1980
- En el sombrío bosque un canto un pájaro für neun oder mehr Spieler, 1981
- ¿Y ahora? für Klavier, 1984
- Apruebo el sol für Tonband, 1984
- Gente für zehn Spieler, 1990
- Mestizo für Orchester, 1993
- Secas las pilas de todos los timbres für Tonband, 1995
- Una canción für Flöte, Klarinette, Viola, Cello und Klavier, 1998
- Llueve sobre el Río de la Plata für Gitarre, 2000
- Una carta für kleines Orchester, 2001
- Cachó la barreta für sechs Schlagzeuger, 2004
- ¿De qué estamos hablando? für Bassklarinette, Fagott und Cello, 2006

## Schriften
- Héctor Tosar, compositor uruguayo, Trilce 1991
- Conversaciones sobre música, cultura e identidad, Ombú 1992
- Introducción a la música, Tacuabé 2002
- Educación, arte, música, Tacuabé 2004
- Músicas populares del Uruguay, Universidad de la República 2007
- Hacer música en América Latina, Tacuabé 2012
- Ein vollkommen lateinamerikanischer Komponist. Der Guamalteke Joaquín Orellana, in: MusikTexte 43, Februar 1992, 19–22.
- Sich selbst verbunden sein. Héctor Tosar – Komponist in Uruguay, in: MusikTexte 43, Februar 1992, 34–38.
- Zurückgewinnen. Zur Tradition des Tango und der Milongas am Río de la Plata, in: MusikTexte 43, Februar 1992, 49.
- „Sehr wahrscheinlich werde ich aber allein bleiben“. Musik, Revolution und Abhängigkeit in Lateinamerika, in: MusikTexte 43, Februar 1992, 50–54.
- In Mexiko. Der Tod von Manuel Enríquez, in: MusikTexte 56, November 1994, 43–44.
- Die gewaltsame Schönheit des urbanen Lebens, in: MusikTexte 61, November 1995, 33–38.
- Anderssein, Selbstverteidgung und Unterwerfung. Dritte-Welt-Komponisten am Scheideweg, in: MusikTexte 72, November 1997, 10–12.
- Eine bessere Kunst in einer besseren Gesellschaft. Cornelius Cardew als Auslöser einer ethischen Diskussion, in: MusikTexte 75, August 1998, 47–50.
- Ein guter Mensch. Zur Verteidigung von Wilhelm Zobl, in: MusikTexte 101, Mai 2004, 93–94.

## Sekundärliteratur
- Monika Fürst-Heidtmann: Militancia cultural. Der lateinamerikanische Komponist Coriún Aharonián, in: MusikTexte 43, Februar 1992, 39–44.